# Alfred Sohn-Rethel
Alfred Sohn-Rethel (París, 4 de gener de 1899 − Bremen, 6 d'abril de 1990) va ser un economista marxista i filòsof especialment interessat en epistemologia. El projecte de vida de Sohn-Rethel era la combinació de l'epistemologia de Immanuel Kant amb la Crítica de l'economia política de Karl Marx. Quan les persones intercanvien béns, se separen dels béns específics. En el moment de l'intercanvi, només el valor d'aquests béns és important. Aquesta abstracció es diu «abstracció real» perquè té lloc sense un esforç conscient. Sohn-Rethel creia que aquest tipus d'abstracció és la base real de tot pensament abstracte i formal. Totes les categories de Kant, com l'espai, el temps, la qualitat, la substància, l'accident i el moviment estarien implícites en l'acte d'intercanvi. Els lectors de Marx potser no estiguin del tot sorpresos amb aquesta proposta, ja que Marx mateix suggeria que les idees de llibertat i igualtat, si més no com les coneixem fins ara, tenen les seves arrels en l'intercanvi de béns. El treball de Sohn-Rethel sobre la naturalesa de l'abstracció real va ser amplificada i estesa per escriptors d'Arena (una editorial crítica i radical australiana), especialment la noció que una anàlisi històrica post-marxista pot trobar-se en el principi d'abstracció real.
El segon camp on Sohn-Rethel va fer importants contribucions va ser en l'estudi de les polítiques econòmiques que van afavorir el sorgiment del feixisme alemany. Sohn-Rethel insistir sobre la diferència entre diferents faccions de capitalistes: les indústries més pròsperes prop de Heinrich Brüning i les menys pròsperes prop del Front Harzburger (Hugenberg, Hitler). Segons Sohn-Rethel, l'aprovació del compromís entre les indústries i els grans agraris en la reunió d'accionistes d'IG Farben el 1932 va obrir el camí per a la dictadura.

## Obres fonamentals
- Geistige und körperliche Arbeit, Suhrkamp, Francfort, 1970.
- Warenform und Denkform, Suhrkamp, Francfort, 1971.
- Das Geld, die bare Münze des Apriori, Wagenbach, Berlin, 1976.
- Economy and class structure of German fascism. Londres: CSE Books. 1978